# Myrmeleon (Myrmeleon) invisus
Myrmeleon (Myrmeleon) invisus is een insect uit de familie van de mierenleeuwen (Myrmeleontidae), die tot de orde netvleugeligen (Neuroptera) behoort. 
Myrmeleon (Myrmeleon) invisus is voor het eerst wetenschappelijk beschreven door Walker in 1853.